# Historia de la patología
En el campo de la medicina, la historia de la patología podría remontarse a la primera aplicación del método científico, un avance que se produjo en el Medio Oriente durante la Edad de Oro del Islam y en Europa Occidental durante el Renacimiento italiano. 
Los médicos de la Antigua Grecia Herófilo de Calcedonia y Erasístrato  de Quíos llevaron a cabo las primeras disecciones sistemáticas en la primera parte del tercer siglo antes de Cristo.
El primer médico de quien se supo que realizaba autopsias fue el médico árabe Avenzoar (1091-1161). Rudolf Virchow (1821-1902) es generalmente reconocido como el padre de la patología microscópica. La mayoría de los primeros patólogos fueron también médicos practicantes o cirujanos.

## Orígenes de la patología
La primera comprensión de los orígenes de las enfermedades (Patología) está formada por la primera aplicación del método científico al campo de la medicina, un avance que se produjo en el Medio Oriente durante la edad de oro islámica y en Europa Occidental durante el renacimiento italiano.
El médico griego Hipócrates, fundador de la medicina científica, fue el primero en hablar de la anatomía y de la patología de la columna vertebral humana.
Galeno desarrolló un interés por la anatomía de sus estudios de Herófilo y Erasístrato.
El concepto de estudio de la enfermedad a través de la disección metódica y el examen de los cuerpos enfermos, los órganos y los tejidos puede parecer obvio hoy en día, pero hay muy poca o ninguna constancia de autopsias reales realizadas antes del segundo milenio. Aunque la patología de contagio ya era entendida por los médicos musulmanes desde los tiempos de Avicena (980-1037), quien la describió en el Canon de Medicina (c. 1020), el primer médico que se sepa que ha realizado autopsias fue el médico árabe Avenzoar (1091-1161), que demostró que la sarna, enfermedad de la piel, estaba causada por un parásito, seguido por Ibn Nafis (b. 1213), quien utilizó la disección para descubrir la circulación pulmonar en 1242.
En el siglo XV, la disección anatómica fue utilizada en varias ocasiones por el médico italiano Antonio Benivieni (1443-1502) para determinar la causa de la muerte. A Benivieni también se le atribuye haber introducido la necropsia en el campo de la medicina.
Quizás uno de los primeros patólogos más famoso fue Giovanni Morgagni (1682-1771). Su obra magna, De Sedibus et Causis Morborum por Anatomem Indagatis, publicada en 1761, describe los resultados de más de 600 autopsias parciales y completas, organizadas anatómicamente y correlacionadas metódicamente con los síntomas que presentaban los pacientes antes de su fallecimiento. Aunque el estudio de la anatomía normal ya estaba bien avanzado en este período, De Sedibus fue uno de los primeros tratados dedicados específicamente a la correlación de la anatomía de enfermos con la enfermedad clínica.

A finales de 1800, de los hallazgos anatómicos característicos de las enfermedades conocidas, se produjo un corpus completo de literatura médica. El alcance de la investigación patología macroscópica en este período puede ser personificada en el trabajo del patólogo vienés (originario de Hradec Králové en la Rep. Checa) Carl Rokitansky (1804-1878), de quien se dice que realizó 20 000 autopsias y supervisó otras 60 000 durante su vida.

## Orígenes de patología microscópica
Generalmente, se considera a Rudolf Virchow como el padre de la patología microscópica. Aunque el microscopio compuesto había sido inventado unos 150 años antes, Virchow fue uno de los primeros médicos destacados en hacer hincapié en el estudio de las manifestaciones de la enfermedad que solo eran visibles a nivel celular.
 
Un alumno de Virchow, Julius Cohnheim (1839-1884) combinó las técnicas de histología con la manipulación experimental en el estudio de la inflamación, lo que lo convirtió en uno de los primeros patólogos experimentales. 
Cohnheim también fue pionero en el uso del proceso de secciones congeladas; los patólogos modernos usan con frecuencia una versión de esta técnica para realizar diagnósticos y proporcionar otra información clínica de forma intraoperativa.

## Patología experimental moderna
A medida que las nuevas técnicas de investigación, tales como la microscopía electrónica, la inmunohistoquímica y la biología molecular han ido ampliando los medios por los cuales los científicos biomédicos pueden estudiar la enfermedad, la definición y los límites de la patología de investigación se han vuelto menos claros. En el sentido más amplio, se pueden considerar como patología experimental casi todas las investigaciones que combinan las manifestaciones de la enfermedad con procesos identificables en las células, tejidos u órganos.

## Otros temas relacionados
- Historia de medicina
- Patología anatómica
- Patología quirúrgica
- Lista de patólogos
- Academia de Patología (Canadá y Estados Unidos)